# Красноармійський (Асбестівський міський округ)
Красноармі́йський (рос. Красноармейский) — селище у складі Асбестівського міського округу Свердловської області.
Населення — 490 осіб (2010, 361 у 2002).
Національний склад станом на 2002 рік: росіяни — 69 %.